# Castell de la Donzell d'Urgell
El Castell de la Donzell d'Urgell és un castell termenat, documentat el 1328, del poble de la Donzell d'Urgell, al municipi d'Agramunt (Urgell) declarat bé cultural d'interès nacional. Està situat entre el carrer Estret i el de l'Empedrat, al costat del portal que s'obre al nord de la vila. Possiblement és situat on hi havia l'antiga fortificació bastida al segle xii.

## Descripció
És un edifici de planta rectangular dividit en tres pisos: planta baixa, planta noble i una tercera planta. La baixa es constitueix per la típica porta d'entrada de l'habitatge formada per un arc de mig punt dovellat i amb l'escut central de la família. Aquest escut hi ha la figura d'un sol acompanyat de la data de 1767. A banda i banda de la porta principal hi ha obertures minúscules quadrangulars. En la planta noble hi ha tres finestrals simètrics tancats amb una barana forjada. En cada un d'ells hi ha restes d'arrebossats blanc, sobretot en la part esquerra de l'edifici. Finalment, en la tercera planta s'hi obren diverses finestretes quadrangulars, de diferents mides.

## Història
Les primeres referències que es troben del castell de Donzell són del 1190 quan Ramon de Seró i la muller (Alet) llegaren, testamentàriament, a la seva filla Berenguera, casada amb Ramon de Camporrells, el castell de Seó així com altres drets. Un altre document del 1314, concretament en la donació del Comtat d'Urgell feta per Jaume II al seu fill Alfons, quan s'anomenen els castells i les viles surt documentat el de la Donzell. En esclatar la Guerra de la Generalitat contra Joan II, el 1462, el senyor de Donzell era Joan de Casadàliga, ciutadà de Lleida. Finalment, en ser extingits els senyorius, Donzell era propietat de Pau Solà.